# Pićan
Pićan (em italiano:  Pedena) é um município da Croácia, situado no condado da Ístria. Tem 50,23 km² de área e sua população em 2011 foi estimada em 1.827 habitantes.